# Angel Wagenstein
Angel Raymond Wagenstein (en búlgaro: Анжел Раймонд Вагенщайн) (Plovdiv, 17 de octubre de 1922-Sofía, 29 de junio de 2023) fue un guionista de cine y escritor búlgaro.

## Vida
Angel Wagenstein (tb. conocido como Angel Vagenshtain) pasó su infancia en Francia, a donde su familia sefardí había emigrado por razones políticas. Volvió a Bulgaria para estudiar en el liceo, donde entró a formar parte de una organización antifascista clandestina. 
Durante la Segunda Guerra Mundial, fue internado en un campo de trabajo, del que se evadió para unirse a los partisanos. Fue arrestado y condenado a muerte en 1944 por participar en actos de sabotaje y gracias a la invasión del Ejército Rojo soviético se salvó de la ejecución.
Cuando finalizó la guerra comenzó sus estudios de cine en Moscú, en el Instituto Gerásimov de Cinematografía. Empezó una larga y reconocida carrera como guionista y realizador y trabajó para el Centro Cinematográfico Búlgaro y para el estudio cinematográfico DEFA.
Wagenstein es autor de unos 50 guiones para películas, documentales y dibujos. Llegó a la fama con sus documentales sobre los comunistas búlgaros, especialmente las que trataban de las guerrillas. Entre 1951 y 1998 ha escrito 21 largometrajes para cine, 3 telefilmes y otros 3 cortometrajes, en su Bulgaria natal y para películas soviéticas y alemanas (RDA).
En 1959, la película Étoiles, de la que es guionista, recibió el Premio Especial del Jurado del Festival de Cannes.
Su carrera literaria comenzó tardíamente con la publicación de la novela El Pentateuco de Isaac (Петокнижие Исааково, 1998), inicio de una ambiciosa trilogía dedicada al destino de los judíos en la Europa del siglo XX que se completaría más tarde con Lejos de Toledo (Далеч от Толедо, 2002) y Adiós, Shanghai (Сбогом, Шанхай, 2004). Estas obras, reconocidas mundialmente, le han proporcionado varios premios literarios importantes. Falleció en Sofía, Bulgaria, el 29 de junio de 2023.

## Obras

### Novelas
- Петокнижие Исааково - El Pentateuco de Isaac
- Далеч от Толедо - Lejos de Toledo
- Сбогом, Шанхай - Adiós, Shanghai
- Три сценария - Three Screenplays

### Guiones de cine
- Trévoga (1951)
- Nasha zemya (1952)
- Septemvriytzi (1954)
- Dve pobedi (1956)
- Zakonat na moreto (1958)
- Rebro Adamovo (1958)
- Zvezdi (1959) - Étoiles
- Snezhniyat chovek (1960)
- Bouket zvezdi (1962)
- Dvama pod nebeto (1962)
- Verigata (1964)
- Chronik eines Mordes (1965)
- Der Kleine Prinz (TV) (1966)
- Heimlichkeiten (1968)
- Ezop (1970)
- Goya - oder Der arge Weg der Erkenntnis (1971)
- Eolomea (1972)
- Na zhivot i smart (TV) (1974)
- Komiks (1975) - Comics
- Dopalnenie kam zakona za zashtita na darzhavata (1976)
- Zvezdi v kosite, salzi v ochite (1977)
- Kontzert za fleyta i momiche"" (1980)
- Boris I (1985)
- 'Bordelo (1985)
- Maglivi bregové (1986)
- Shanghai 1937 (TV) (1996)
- Sled kraja na sveta (1998)

## Premios
- Adiós, Shanghai recibió el Premio Jean Monnet de Literatura Europea 2004.
- Adiós, Shanghai fue finalista del premio que otorga la Vick Foundation a la mejor novela búlgara del año en 2005.
- Galardón otorgado a Angel Wagenstein por parte de la Sorbonne de París.
- Galardón a Wagenstein por parte de la Unión de Escritores Búlgaros.
- Premio Nacional de Alemania.
- Premio Alberto Benveniste de literatura por Lejos de Toledo.
- En 1999, Wagenstein fue nombrado caballero de la Orden al Mérito cultural de Francia.
- Su película Stars (1959), del director Konrad Wolf ganó el premio especial del jurado en el Festival de Cannes